# Tombe de Cæcilia Metella
Le mausolée de Cécilia Métella est un tombeau qui se trouve sur la via Appia, dans le quartier de l'Appio-Latino à Rome. C'est le mausolée le mieux conservé et le plus connu parmi ceux bâtis le long de la via Appia.

## Description
Posé sur un soubassement carré, le monument à une forme circulaire de 29,50 mètres de diamètre, équivalent à cent pieds romains, et de 11 mètres de haut. Le sommet du tombeau devait être constitué d'un cône de terre haut de 7 mètres, disparu à l'époque moderne : c'est pour cette raison que le mausolée est qualifié de tombeau à tumulus, forme qui se retrouve sur le mausolée d'Auguste, de la même période. Les créneaux visibles au sommet datent d'une fortification au Moyen-âge.
Il possédait un revêtement en grand appareil de travertin lisse, qui a été en partie arraché. Au sommet du cylindre se trouve une frise avec des bucranes reliés par des guirlandes de feuillage, similaire à la frise de l'Ara Pacis. La frise s'interrompt par des trophées d'armes, à la hauteur de l'épitaphe, qui indique le destinataire du tombeau, en l'occurrence Cécilia Metella. L'inscription Caeciliae / Q(uinti) Cretici f(iliae) / Metellae Crassi indique qu'elle est la fille de Quintus Caecilius Creticus et probablement la femme de Licinius Crassus, fils du célèbre Crassus, triumvir aux côtés de Jules César et de Pompée.

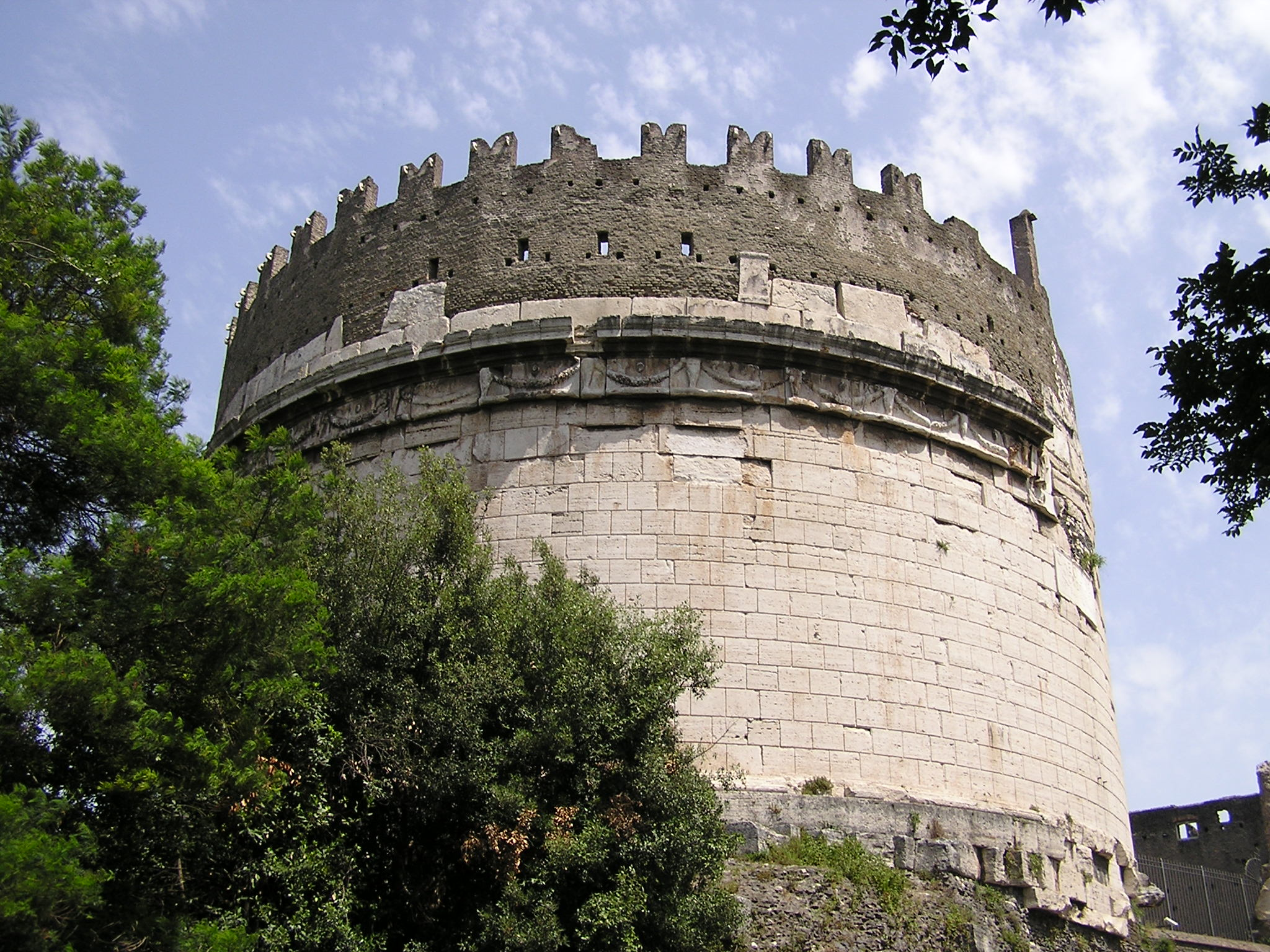
Partie haute : frise antique de bucranes et de guirlandes et créneaux médiévaux
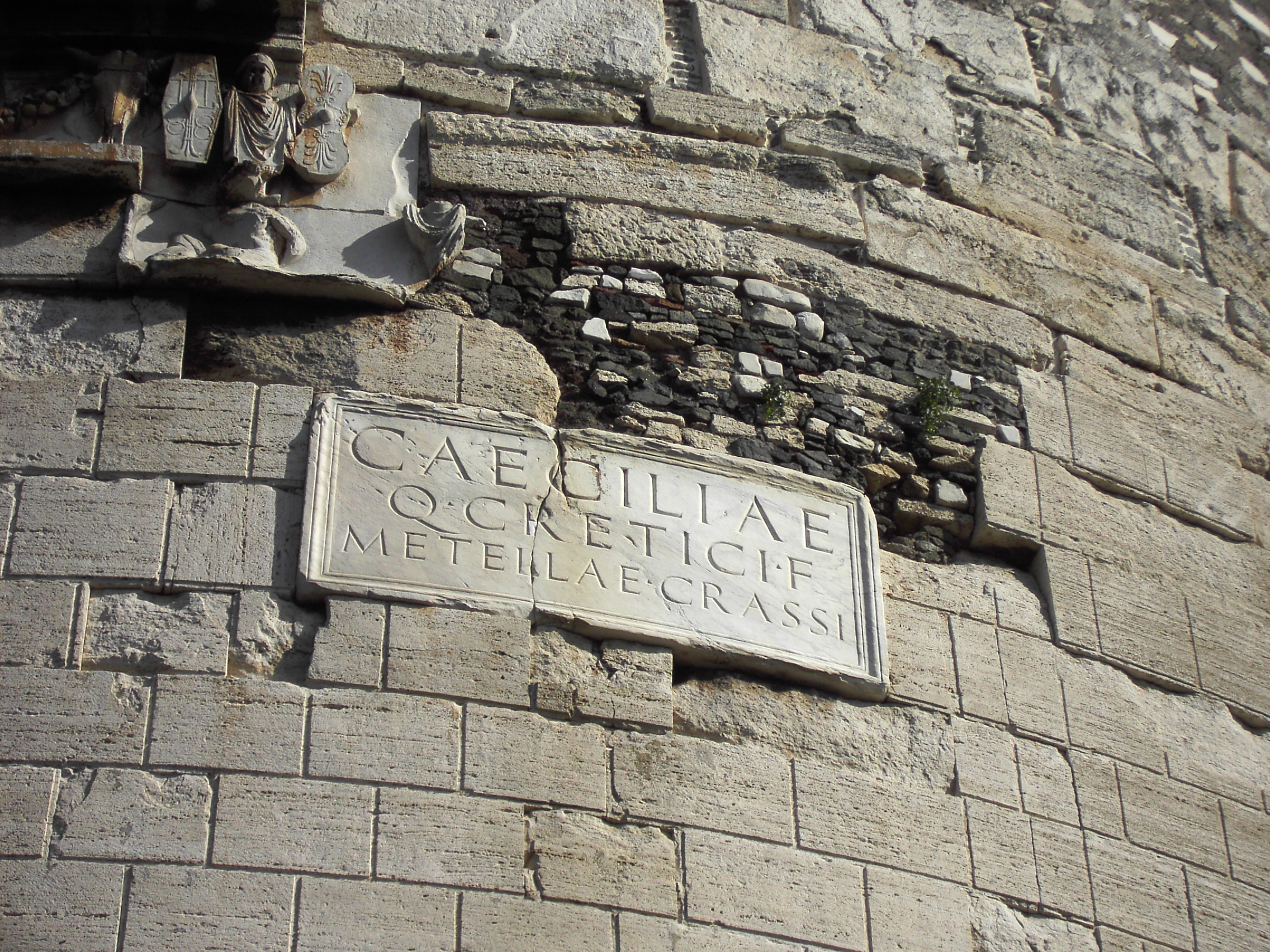
Trophée d'arme (à gauche), et inscription de l'épitaphe